# Subles
Subles – miejscowość i gmina we Francji, w regionie Normandia, w departamencie Calvados.
Według danych na rok 1990 gminę zamieszkiwały 574 osoby, a gęstość zaludnienia wynosiła 235 osób/km² (wśród 1815 gmin Dolnej Normandii Subles plasuje się na 391. miejscu pod względem liczby ludności, natomiast pod względem powierzchni na miejscu 1074.).